# Miss Grand Internacional 2015
Miss Grand Internacional 2015 fue la 3.ª edición del certamen Miss Grand Internacional, correspondiente al año 2015. La final se llevó a cabo el 25 de octubre en el Estadio Cubierto Huamark, ubicado en la ciudad Bangkok, Tailandia; siendo la tercera ocasión que tal ciudad y recinto acogen el evento. Candidatas de 77 países y territorios autónomos compitieron por el título. Al final del evento, Lees García, Miss Grand Internacional 2014 de Cuba, coronó a Anea García, de República Dominicana, como su sucesora. Sin embargo, el 24 de marzo de 2016, Anea decidió renunciar a su título por incapacidad de cumplir las obligaciones del contrato con la organización, por lo que Claire Parker de Australia quien fue primera finalista, asumió el título de Miss Grand International 2015, pero esta fue destronada el 22 de febrero de 2019 por participar en Miss Universe Australia 2019.
La noche final del certamen fue transmitida en vivo por el Canal 7 de Tailandia, así como también vía YouTube para todo el mundo.

## Resultados
| Posiciones                    | Candidata |
| ----------------------------- | --- |
| Miss Grand Internacional 2015 | - República Dominicana - Anea García (Renunció) |
| Primera Finalista             | - Australia - Claire Parker (Asumió) |
| Segunda Finalista             | - India - Vartika Singh |
| Tercera Finalista             | - Filipinas - Parul Shah |
| Cuarta Finalista              | - Tailandia - Rattikorn Kunsom |
| Semifinalistas (Top 10)       | - Brasil - Paula Gomes - Costa Rica - Mariela Aparicio - España - Andrea de Cozar - Japón - Ayaka Tanaka - Sri Lanka - Ornella Gunesekere § |
| Cuartofinalistas (Top 20)     | - Angola - Meriam Kaxuxwena - Estados Unidos - Laurie Petersen - Francia - Eline Lamboley - México - Aracely Azar - Países Bajos - Shauny Bult - Polonia - Katarzyna Krzeszowska - Puerto Rico - Isamar Campos - República Checa - Tatana Makarenko - Ucrania - Anastasiia Lenna - Venezuela - Reina Rojas |

- § Votada por el público de todo el Mundo vía internet para completar el cuadro de 10 semifinalistas.

### Premios especiales
| Título                  | Candidata                        |
| ----------------------- | -------------------------------- |
| Mejor Traje Nacional    | - Filipinas - Parul Shah         |
| Mejor en Traje de Baño  | - Costa Rica - Mariela Aparicio  |
| Mejor en Traje de Gala  | - Japón - Ayaka Tanaka           |
| Mejor en Redes Sociales | - India - Vartika Singh          |
| Miss Voto Popular       | - Sri Lanka - Ornella Gunesekere |

## Candidatas
77 candidatas compitieron por el título:
(En la tabla se utiliza su nombre completo, los sobrenombres van entrecomillados y los apellidos utilizados como nombre artístico, entre paréntesis; fuera de ella se utilizan sus nombres «artísticos» o simplificados).
| País/Territorio                      | Candidata                           | Edad | Residencia             |
| ------------------------------------ | ----------------------------------- | ---- | ---------------------- |
| Albania                              | Enkelejda Lajci                     | 17   | Tirana                 |
| Angola                               | Meriam Ndaetowa Kaxuxwena           | 22   | Luanda                 |
| Australia                            | Claire Elizabeth Pearl Parker       | 23   | Sídney                 |
| Bélgica                              | Rana Özkaya                         | 18   | Limburgo               |
| Bielorrusia                          | Luliia Kuper                        | 19   | Minsk                  |
| Bolivia                              | Adriana Delgadillo Galván           | 24   | Sucre                  |
| Brasil                               | Paula Pereira Gomes                 | 23   | Campo Grande           |
| Bulgaria                             | Veneta Krasimirova Krasteva         | 23   | Sofía                  |
| Camboya                              | Seng Polvithavy                     | 23   | Nom Pen                |
| Canadá                               | Jade Caron                          | 23   | Toronto                |
| China                                | Huili Xie                           | 23   | Henan                  |
| Colombia                             | Gisella Correa Córdoba              | 24   | Chocó                  |
| Corea del Sur                        | Dasol Lee                           | 25   | Seúl                   |
| Costa Rica                           | Mariela Aparicio Alfaro             | 27   | San José               |
| Cuba                                 | María Elena Manzo                   | 23   | La Habana              |
| Dinamarca                            | Isabella Lyhne Christensen          | 17   | Herning                |
| Egipto                               | Cherine Shiba                       | 20   | El Cairo               |
| Escocia                              | Taylor Stringfellow                 | 23   | Glasgow                |
| Eslovaquia                           | Andrea Barthalosová                 | 21   | Lučenec                |
| España                               | Andrea de Cozar Martín              | 21   | Málaga                 |
| Estados Unidos                       | Lauren Marie Petersen               | 24   | Misuri                 |
| Estonia                              | Anna Liisa Virkus                   | 24   | Tallin                 |
| Etiopía                              | Bethelhem Belay                     | 21   | Adís Abeba             |
| Filipinas                            | Parul Quitola Shah                  | 26   | San Nicolás            |
| Francia                              | Eline Lamboley                      | 18   | París                  |
| Gales                                | Danielle Latimer                    | 26   | Barry                  |
| Ghana                                | Charlee Esi Bekoe Berbicks          | 21   | Acra                   |
| Guatemala                            | Ingrid Analí Calderón Galindo       | 26   | San Pedro Sacatepéquez |
| Guyana                               | Soyini Asanti Fraser                | 25   | Georgetown             |
| Haití                                | Marie Darline Exume                 | 24   | Puerto Príncipe        |
| Honduras                             | Nadia Scarleth Morales              | 18   | Colón                  |
| Hong Kong                            | Janet Choi Hiu-Ying                 | 26   | Victoria               |
| Hungría                              | Szabó Csillag                       | 20   | Pest                   |
| India                                | Vartika Brij Nath Singh             | 23   | Lucknow                |
| Indonesia                            | Yolanda Viyanditya Remetwa          | 21   | Malang                 |
| Inglaterra                           | Elizabeth Greenham                  | 22   | Wallasey               |
| Irán                                 | Shadi Osmani                        | 26   | Tabriz                 |
| Islas Vírgenes de los Estados Unidos | Petra Cabrera-Badia                 | 21   | Carlota Amalia         |
| Israel                               | Karin Nakash                        | 27   | Beit Dagan             |
| Italia                               | Maria Grazia Murazzani              | 23   | Oristán                |
| Japón                                | Ayaka Tanaka                        | 25   | Saitama                |
| Kenia                                | Elaine Wairimu Mwangi               | 22   | Nairobi                |
| Macao                                | Chloe Lan Wan-Ling                  | 23   | Ciudad de Macao        |
| Macedonia                            | Dunavka Trifunovska                 | 34   | Skopie                 |
| Malasia                              | Santhawan Boonratana                | 23   | Kelantan               |
| Malta                                | Sarah Marcieca                      | 24   | Balzan                 |
| México                               | Aracely Azar Saravia                | 25   | Campeche               |
| Moldavia                             | Bianca Mihalache                    | 19   | Chisináu               |
| Mongolia                             | Khaliunaa Taravchamba Munkhsoyol    | 21   | Ulán Bator             |
| Myanmar                              | San Htate Htar Linn                 | 21   | Rangún                 |
| Namibia                              | Unongo Kutako                       | 23   | Okakarara              |
| Nepal                                | Jenita Basnet                       | 27   | Katmandú               |
| Nigeria                              | Ifeoma Jennifer Ohia                | 22   | Lagos                  |
| Noruega                              | Sonia Singh                         | 23   | Oslo                   |
| Países Bajos                         | Shauny Wilhelmina Bult              | 23   | Boxtel                 |
| Panamá                               | María de los Ángeles Suárez Carrera | 24   | Chiriquí               |
| Perú                                 | Alejandra Almonte Chávez            | 20   | Ucayali                |
| Polonia                              | Katarzyna Maria Krzeszowska         | 25   | Krynica-Zdrój          |
| Portugal                             | Inês Filipa Ferreira Gigante        | 23   | Lisboa                 |
| Puerto Rico                          | Isamar Campos de Jesús              | 18   | Bayamón                |
| República Checa                      | Tatana Makarenko                    | 25   | Praga                  |
| República Dominicana                 | Anea García Dos Santos              | 20   | Cranston               |
| Rumania                              | Georgiana Paula Radu                | 22   | Bucarest               |
| Singapur                             | Rouzi Yan                           | 25   | Ciudad de Singapur     |
| Sri Lanka                            | Ornella Mariam Jayasiri Gunesekere  | 23   | Kirulapana             |
| Sudáfrica                            | Magdalena Lenie Pieterse            | 22   | Johannesburgo          |
| Sudán del Sur                        | Akan William Awer                   | 22   | Yuba                   |
| Suecia                               | Issabella Georgsson                 | 22   | Upsala                 |
| Surinam                              | Svetoisckia Kross Brunswijk         | 18   | Paramaribo             |
| Tailandia                            | Rattikorn Kunsom                    | 22   | Songkhla               |
| Taiwán                               | Viky Lin                            | 25   | Taipéi                 |
| Tonga                                | Sicilia Makisi                      | 22   | Nukualofa              |
| Túnez                                | Arij Nasri                          | 22   | Téboursouk             |
| Ucrania                              | Anastasia Lenna                     | 24   | Kiev                   |
| Uganda                               | Lilian Gashumba                     | 26   | Kawaala                |
| Venezuela                            | Reina del Carmen Rojas Sánchez      | 22   | Caracas                |
| Vietnam                              | Nguyễn Thị Lệ Quyên                 | 22   | Bạc Liêu               |

### Candidatas retiradas
- Argelia - Wassila Sesila Bey Omar
- Argentina - Sol Chaves Aguilar
- Bangladés - Fatimatu Zohra Etisha
- Ecuador - María Emilia Cevallos Cuesta
- Kosovo - Dardanie Thaqi
- Kurdistán - Leyli Chupani
- Mauricio - Stacy Ng See Cheong
- Nicaragua - Virginia Arcia Claros
- Nueva Zelanda - Georgette Jackson
- Ruanda - Kundwa Doriane
- Rusia - Ksenia Rozenberg
- Tanzania - Jihan Dimachk
- Trinidad y Tobago - Loraine Lalloon

### Candidatas reemplazadas
- Bélgica - Axelle Stratsaert fue reemplazada por Rana Özkaya.
- Canadá - Katherine Highgate fue reemplazada por Jade Caron.
- Cuba - Adisleydi Alonso Rodríguez fue reemplazada por María Elena Manzo.
- Dinamarca - Amalie Lykke Nygaard fue reemplazada por Isabella Lyhne Christensen.
- Francia - Allison Evrard fue reemplazada por Eline Lamboley.
- Hungría - Dalma Nyitrai fue reemplazada por Szabó Csillag.
- Moldavia - Ilinca Sturzescu fue reemplazada por Bianca Mihalache.
- Namibia - Linda Amadhila fue reemplazada por Unongo Kutako.
- Sudán del Sur - Siran Samuel fue reemplazada por Sarah Gabriel a su vez reemplazada por Akan William Awer.

## Sobre los países en Miss Grand Internacional 2015

### Naciones debutantes
- Bulgaria
- Dinamarca
- Escocia
- Ghana
- Guyana
- Sudáfrica
- Tonga
- Túnez

### Naciones que regresan a la competencia
Compitieron por última vez en 2013:
- Egipto
- Gales
- Guatemala
- Honduras
- Inglaterra
- Italia
- Kenia
- Macedonia
- Moldavia
- Namibia
- Uganda

### Naciones ausentes
- Alemania
- Argentina
- Bosnia y Herzegovina
- Botsuana
- Camerún
- Chile
- Costa de Marfil
- Curazao
- Ecuador
- Finlandia
- Grecia
- Guam
- Kazajistán
- Kosovo
- Kurdistán
- Líbano
- Luxemburgo
- Mauricio
- Nicaragua
- Nueva Zelanda
- Pakistán
- Paraguay
- Reino Unido
- Rusia
- Samoa
- San Vicente y las Granadinas
- Tahití
- Tanzania
- Zimbabue

#### Cambio de nomenclatura
- Estados Unidos utiliza la nomenclatura de Estados Unidos de América por primera vez en la historia del certamen.
- República Eslovaca utiliza la nomenclatura Eslovaquia por primera vez en la historia del certamen.